# دوني هندرسون
دوني هندرسون (بالإنجليزية: Donnie Henderson)‏ هو مدير فني أمريكي، ولد في 17 مايو 1957 في بالتيمور في الولايات المتحدة.